# François de Roux
François de Roux (ur. 7 marca 1897 w Aix-en-Provence, zm. 17 lipca 1954 w Paryżu) – francuski pisarz, laureat Nagrody Renaudot w 1935 roku za powieść Jour sans gloire.

## Dzieła
- Jours sans gloire (1935)[1]
- Brune (1938)[2]
- Amours perdues (1942)[3]
- L'Ombrageuse (1942)[4]
- Les Absentes (1950)[5]
- La jeunesse de Lyautey (1952)[6]